# Kanton Pau-Sud
Kanton Pau-Sud (francouzsky Canton de Pau-Sud) je francouzský kanton v departementu Pyrénées-Atlantiques v regionu Akvitánie. Tvoří ho pět obcí.

## Obce kantonu
- Aressy
- Assat
- Bizanos
- Meillon
- Pau (jižní část)